# سرویس ایندستریز
سرویس ایندستریز (انگلیسی: Service Industries) شرکت تایرسازی پاکستانی است، که در سال ۱۹۴۱ تأسیس شد.